# Galatasaray Istanbul/Saison 1989/90
Die Saison 1989/90 von Galatasaray Istanbul war die 82. Saison in der Vereinsgeschichte und die 32. Saison in der türkischen Liga, der 1. Lig. Der Klub beendete die Saison auf dem 4. Platz. Die Türkiye Kupası endete für Galatasaray Istanbul im Achtelfinale und im UEFA-Pokal schieden die Gelb-Roten in der 1. Runde aus.

## Personalien

### Kader
| Nat.                                           | Name               | Geburtsdatum  | im Verein seit | vorheriger Verein     |
| Torhüter                                       | Torhüter           | Torhüter      | Torhüter       | Torhüter              |
| ---------------------------------------------- | ------------------ | ------------- | -------------- | --------------------- |
| Turkei                                         | Hayrettin Demirbaş | 26. Juni 1963 | 1986           | Afyonspor             |
| Jugoslawien Sozialistische Föderative Republik | Zoran Simović      | 2. Nov. 1954  | 1984           | Hajduk Split          |
| Abwehr                                         |                    |               |                |                       |
| Turkei                                         | Yusuf Altıntaş     | 7. Aug. 1961  | 1984           | Kocaelispor           |
| Turkei                                         | İsmail Demiriz     | 1. Apr. 1962  | 1984           | Gençlerbirliği Ankara |
| Turkei                                         | Serhat Güller      | 18. Dez. 1968 | 1988           | İnegölspor            |
| Turkei                                         | Bülent Korkmaz     | 24. Nov. 1968 | 1987           | eigene Jugend         |
| Turkei                                         | Erhan Önal         | 3. Sep. 1957  | 1985           | Türkgücü München      |
| Turkei                                         | Cüneyt Tanman      | 16. Jan. 1956 | 1976           | Giresunspor           |
| Turkei                                         | Semih Yuvakuran    | 1. Sep. 1963  | 1984           | Bursaspor             |
| Mittelfeld                                     |                    |               |                |                       |
| Turkei                                         | Muhammed Altıntaş  | 30. März 1964 | 1986           | Edirnespor            |
| Turkei                                         | Savaş Demiral      | 28. Juni 1961 | 1987           | Samsunspor            |
| Turkei                                         | Tugay Kerimoğlu    | 24. Aug. 1970 | 1987           | eigene Jugend         |
| Turkei                                         | Savaş Koç          | 23. März 1963 | 1986           | Türkgücü München      |
| Jugoslawien Sozialistische Föderative Republik | Dževat Prekazi     | 18. Aug. 1957 | 1985           | Hajduk Split          |
| Angriff                                        |                    |               |                |                       |
| Turkei                                         | Bülent Alkılıç     | 1. Jan. 1962  | 1980           | eigene Jugend         |
| Turkei                                         | Tanju Çolak        | 10. Nov. 1963 | 1987           | Samsunspor            |
| Turkei                                         | Erdal Keser        | 20. Juni 1961 | 1989           | Sarıyer SK            |
| Turkei                                         | İlyas Tüfekçi      | 3. Feb. 1960  | 1986           | Fenerbahçe Istanbul   |
| Turkei                                         | Uğur Tütüneker     | 2. Aug. 1963  | 1986           | FC Bayern München     |
| Turkei                                         | Hasan Vezir        | 7. Sep. 1962  | 1989           | Rizespor              |

#### Transfers
| Zugänge | Abgänge |
| --- | --- |
| Sommer 1989 - Bülent Alkılıç (Bursaspor) w.a. - Ceylan Arıkan (Feyenoord Rotterdam U21) - Erdal Keser (Sarıyer SK) - Rafi Rafiev (Ludogorez Rasgrad) - Zijad Švrakić (Adana Demirspor) - Hasan Vezir (Rizespor) | Sommer 1989 - Ceylan Arıkan (Kuşadasıspor) a. - İhsan Okay (n. a.) - Arif Kocabıyık (Göztepe Izmir) - Mersad Kovačević (Göztepe Izmir) - Rafi Rafiev (Kocaelispor) - Cengiz Sökmen (Eskişehirspor) - Zijad Švrakić (MKE Ankaragücü) a. - Erkan Ültanır (Malatyaspor) - Metin Yıldız (Zeytinburnuspor) a. - Ziya Yıldız (MKE Ankaragücü) |

## Spielkleidung
| Heim | Auswärts | Ausweich |

- Ausrüster: Adidas
- Trikotsponsor: TürkBank

## Saison
Alle Ergebnisse aus Sicht von Galatasaray Istanbul.
Die Tabelle listet alle 1.-Lig-Spiele des Vereins der Saison 1989/90 auf. Siege sind grün, Unentschieden gelb und Niederlagen rot markiert.

### 1. Lig
| ST | Datum              | Gegner                | Ort                              | Ergebnis  | Tor(e) für Galatasaray Istanbul                                                                         | Karte(n) für Galatasaray Istanbul                                                |
| -- | ------------------ | --------------------- | -------------------------------- | --------- | --- | -------------------------------------------------------------------------------- |
| 01 | 3. September 1989  | Samsunspor            | 19 Mayıs Stadı, Samsun           | 0:1 (0:1) | keine                                                                                                   | Korkmaz (21.), Tanman (60.)                                                      |
| 02 | 9. September 1989  | Adana Demirspor       | 5 Ocak Stadı, Adana              | 0:1 (0:0) | keine                                                                                                   | Güller (33.)                                                                     |
| 03 | 23. September 1989 | Karşıyaka SK          | Ali Sami Yen Stadyumu, Istanbul  | 2:1 (2:0) | 1:0 Vezir (23.), 2:0 Vezir (37. Foulelfmeter)                                                           | keine                                                                            |
| 04 | 1. Oktober 1989    | MKE Ankaragücü        | 19 Mayıs Stadı, Ankara           | 1:0 (0:0) | 1:0 Vezir (82.)                                                                                         | Simović (79.)                                                                    |
| 05 | 7. Oktober 1989    | Beşiktaş Istanbul     | Ali Sami Yen Stadyumu, Istanbul  | 0:0       | keine                                                                                                   | Önal (38.), M. Altıntaş (82.)                                                    |
| 06 | 14. Oktober 1989   | Adanaspor             | 5 Ocak Stadı, Adana              | 0:1 (0:0) | keine                                                                                                   | keine                                                                            |
| 07 | 29. Oktober 1989   | Altay Izmir           | Atatürk Stadı, Izmir 1           | 1:2 (0:1) | 1:1 Prekazi (68.)                                                                                       | Keser (71.), Demiral (79.)                                                       |
| 08 | 19. November 1989  | Gençlerbirliği Ankara | 19 Mayıs Stadı, Ankara           | 1:1 (1:1) | 1:1 Tanman (43.)                                                                                        | Korkmaz (80.)                                                                    |
| 09 | 25. November 1989  | Konyaspor             | Ali Sami Yen Stadyumu, Istanbul  | 4:0 (1:0) | 1:0 Çolak (40. Foulelfmeter), 2:0 Çolak (68.), 3:0 Tanman (80.), 4:0 Çolak (86.)                        | keine                                                                            |
| 10 | 3. Dezember 1989   | Zeytinburnuspor       | Ali Sami Yen Stadyumu, Istanbul  | 2:2 (1:2) | 1:2 Çolak (40.), 2:2 Tütüneker (77.)                                                                    | Prekazi (19.), Çolak (61.)                                                       |
| 11 | 9. Dezember 1989   | Sakaryaspor           | Atatürk Stadı, Sakarya           | 4:0 (1:0) | 1:0 Önal (43.), 2:0 Prekazi (52.), 3:0 Vezir (82.), 4:0 Çolak (88.)                                     | Keser (66.)                                                                      |
| 12 | 16. Dezember 1989  | Fenerbahçe Istanbul   | Ali Sami Yen Stadyumu, Istanbul  | 1:0 (0:0) | 1:0 Vezir (90.)                                                                                         | Tütüneker (88.)                                                                  |
| 13 | 24. Dezember 1989  | Malatyaspor           | İnönü Stadı, Malatya             | 4:0 (2:0) | 1:0 Vezir (26.), 2:0 Tanman (43.), 3:0 Tütüneker (63.), 4:0 Demiral (86.)                               | keine                                                                            |
| 14 | 27. Dezember 1989  | Boluspor              | Ali Sami Yen Stadyumu, Istanbul  | 2:0 (0:0) | 1:0 Çolak (54.), 2:0 Keser (74.)                                                                        | Tütüneker (73.)                                                                  |
| 15 | 30. Dezember 1989  | Bursaspor             | Atatürk Stadı, Bursa             | 1:2 (1:0) | 1:0 Vezir (21.)                                                                                         | Demiral (27.), Önal (40.), Çolak (63.), Korkmaz (79.)                            |
| 16 | 7. Januar 1990     | Trabzonspor           | Ali Sami Yen Stadyumu, Istanbul  | 2:1 (2:1) | 1:1 Çolak (19.), 2:0 Prekazi (39.)                                                                      | M. Altıntaş (67.)                                                                |
| 17 | 13. Januar 1990    | Sarıyer SK            | Ali Sami Yen Stadyumu, Istanbul  | 2:0 (0:0) | 1:0 Keser (53.), 2:0 Vezir (61.)                                                                        | keine                                                                            |
| 18 | 4. Februar 1990    | Samsunspor            | Ali Sami Yen Stadyumu, Istanbul  | 2:1 (2:1) | 1:0 Çolak (18.), 2:0 Çolak (43. Foulelfmeter)                                                           | Demiriz (77.)                                                                    |
| 19 | 11. Februar 1990   | Adana Demirspor       | Ali Sami Yen Stadyumu, Istanbul  | 3:0 (1:0) | 1:0 M. Altıntaş (10.), 2:0 Yuvakuran (59.), 3:0 Çolak (87.)                                             | keine                                                                            |
| 20 | 18. Februar 1990   | Karşıyaka SK          | Atatürk Stadı, Izmir             | 2:1 (1:0) | 1:0 Çolak (44. Foulelfmeter), 2:0 Keser (69.)                                                           | Simović (86.)                                                                    |
| 21 | 21. Februar 1990   | MKE Ankaragücü        | Ali Sami Yen Stadyumu, Istanbul  | 2:0 (1:0) | 1:0 Tütüneker (33.), 2:0 Tütüneker (57.)                                                                | Yuvakuran (39.), M. Altıntaş (53.), Tütüneker (77.), Vezir (85.)                 |
| 22 | 25. Februar 1990   | Beşiktaş Istanbul     | İnönü Stadı, Istanbul            | 0:1 (0:0) | keine                                                                                                   | Korkmaz (80.)                                                                    |
| 23 | 4. März 1990       | Adanaspor             | Ali Sami Yen Stadyumu, Istanbul  | 5:0 (1:0) | 1:0 Çolak (3.), 2:0 Çolak (59.), 3:0 Çolak (72.), 4:0 Çolak (83.), 5:0 Çolak (88.)                      | Demiral, Y. Altıntaş (59.), Simović (81.)                                        |
| 24 | 11. März 1990      | Altay Izmir           | Atatürk Stadı, Izmir             | 2:0 (1:0) | 1:0 Prekazi (14.), 2:0 Çolak (79.)                                                                      | Prekazi (70.)                                                                    |
| 25 | 18. März 1990      | Gençlerbirliği Ankara | Ali Sami Yen Stadyumu, Istanbul  | 1:1 (0:0) | 1:0 Keser (81.)                                                                                         | Yuvakuran (50.), Prekazi (79.)                                                   |
| 26 | 25. März 1990      | Konyaspor             | Atatürk Stadı, Konya             | 1:0 (1:0) | 1:0 Vezir (13.)                                                                                         | keine                                                                            |
| 27 | 1. April 1990      | Zeytinburnuspor       | Ali Sami Yen Stadyumu, Istanbul  | 2:0 (1:0) | 1:0 Keser (35.), 2:0 Keser (87.)                                                                        | Prekazi (35.), Demiral (78.)                                                     |
| 28 | 8. April 1990      | Sakaryaspor           | Ali Sami Yen Stadyumu, Istanbul  | 5:1 (0:0) | 1:0 Vezir (50.), 2:0 Yuvakuran (54.), 3:0 Keser (65.), 4:0 Vezir (68.), 5:0 Prekazi (82.)               | keine                                                                            |
| 29 | 15. April 1990     | Fenerbahçe Istanbul   | Fenerbahçe Stadı, Istanbul       | 1:5 (1:3) | 1:3 Tosuncuk (62. Eigentor)                                                                             | Y. Altıntaş (14.), Tütüneker (37.), Prekazi (50.), Önal (60.), M. Altıntaş (82.) |
| 30 | 22. April 1990     | Malatyaspor           | Ali Sami Yen Stadyumu, Istanbul  | 0:0       | keine                                                                                                   | Keser (49.), Güller (72.)                                                        |
| 31 | 29. April 1990     | Boluspor              | Şehir Stadı, Bolu                | 0:1 (0:0) | keine                                                                                                   | Tütüneker (56.)                                                                  |
| 32 | 6. Mai 1990        | Bursaspor             | Ali Sami Yen Stadyumu, Istanbul  | 5:1 (3:1) | 1:0 Demiral (8.), 2:0 Çolak (25. Foulelfmeter), 3:0 Prekazi (32.), 4:1 Demiral (61.), 5:1 Demiral (82.) | Y. Altıntaş (21.), Güller (65.)                                                  |
| 33 | 12. Mai 1990       | Trabzonspor           | Hüseyin Avni Aker Stadı, Trabzon | 0:1 (0:1) | keine                                                                                                   | Y. Altıntaş (20.), Çolak (43.), M. Altıntaş (72.), Prekazi (82.)                 |
| 34 | 20. Mai 1990       | Sarıyer SK            | Ali Sami Yen Stadyumu, Istanbul  | 1:1 (1:0) | 1:0 Çolak (44.)                                                                                         | M. Altıntaş (57.)                                                                |

### Türkiye Kupası
| Runde | Datum           | Gegner     | Ort                             | Ergebnis             | Tor(e) für Galatasaray Istanbul  | Karte(n) für Galatasaray Istanbul           |
| ----- | --------------- | ---------- | ------------------------------- | -------------------- | -------------------------------- | ------------------------------------------- |
| AF    | 8. Februar 1990 | Sarıyer SK | Ali Sami Yen Stadyumu, Istanbul | 2:3 n. V. (2:2, 1:2) | 1:1 Çolak (36.), 2:1 Vezir (42.) | Yuvakuran (55.), Tanman (95.), Keser (103.) |

### UEFA-Pokal
| Runde        | Datum              | Gegner              | Ort                             | Ergebnis  | Tor(e) für Galatasaray Istanbul | Karte(n) für Galatasaray Istanbul |
| ------------ | ------------------ | ------------------- | ------------------------------- | --------- | ------------------------------- | --------------------------------- |
| 1R-Hinspiel  | 14. September 1989 | Roter Stern Belgrad | Ali Sami Yen Stadyumu, Istanbul | 1:1 (1:1) | 1:1 Vezir (35.)                 | keine                             |
| 1R-Rückspiel | 27. September 1989 | Roter Stern Belgrad | Stadion Roter Stern, Belgrad    | 0:2 (0:1) | keine                           | Korkmaz (38.)                     |

### Başbakanlık Kupası
| Galatasaray Istanbul                                 | Galatasaray Istanbul | Trabzonspor | Trabzonspor |
| ---------------------------------------------------- | --- | --- | ----------- |
| Galatasaray Istanbul                                 | \| 23. Mai 1990 um 17:00 Uhr in Ankara (19 Mayıs Stadı) \| \| Ergebnis: 1:0 (0:0) \| \| Schiedsrichter: Kazım Ünlüsoy \| \| Spielbericht \|                                                                                 | \| 23. Mai 1990 um 17:00 Uhr in Ankara (19 Mayıs Stadı) \| \| Ergebnis: 1:0 (0:0) \| \| Schiedsrichter: Kazım Ünlüsoy \| \| Spielbericht \|                                                                                       | Trabzonspor |
| Galatasaray Istanbul                                 | Hayrettin Demirbaş – İsmail Demiriz, Cüneyt Tanman , Serhat Güller, Bülent Korkmaz – Dževat Prekazi, Tugay Kerimoğlu, Savaş Demiral, Muhammet Altıntaş – Hasan Vezir, Tanju Çolak Cheftrainer: Sigfried Held ( Deutschland) | Levent Zorluer – Lemi Çelik, Hamdi Aslan, Erhan Çağlayan, Miodrag Ješić – Ogün Temizkanoğlu, Kemal Serdar, Orhan Çıkırıkçı, İsmail Gökçek – İskender Günen, Hami Mandıralı (81. Suat Şatır) Cheftrainer: Urbain Braems ( Belgien) | Trabzonspor |
| Galatasaray Istanbul                                 | 1:0 Tanju Çolak (71.) | | Trabzonspor |
| Galatasaray Istanbul                                 | Tugay Kerimoğlu (40.), Hayrettin Demirbaş (84.) | Miodrag Jesic (62.) | Trabzonspor |
| 23. Mai 1990 um 17:00 Uhr in Ankara (19 Mayıs Stadı) | | |             |
| Ergebnis: 1:0 (0:0)                                  | | |             |
| Schiedsrichter: Kazım Ünlüsoy                        | | |             |
| Spielbericht                                         | | |             |

### TSYD Kupası
| Datum           | Gegner              | Ort                             | Ergebnis  | Tor(e) für Galatasaray Istanbul | Karte(n) für Galatasaray Istanbul |
| --------------- | ------------------- | ------------------------------- | --------- | ------------------------------- | --------------------------------- |
| 16. August 1989 | Fenerbahçe Istanbul | Ali Sami Yen Stadyumu, Istanbul | 1:0 (0:0) | 1:0 Keser (78.)                 | Prekazi (58.)                     |
| 23. August 1989 | Beşiktaş Istanbul   | İnönü Stadı, Istanbul           | 1:3 (0:1) | 1:3 Güller (66.)                | Korkmaz (50.)                     |

## Statistiken

### Teamstatistik
| Wettbewerb     | Punkte | daheim | daheim | daheim | daheim | daheim | auswärts | auswärts | auswärts | auswärts | auswärts | Gesamt | Gesamt | Gesamt | Gesamt | Gesamt | Tordifferenz |
| Wettbewerb     | Punkte | Sp     | G      | U      | N      | TV     | Sp       | G        | U        | N        | TV       | Sp     | G      | U      | N      | TV     | Tordifferenz |
| -------------- | ------ | ------ | ------ | ------ | ------ | ------ | -------- | -------- | -------- | -------- | -------- | ------ | ------ | ------ | ------ | ------ | ------------ |
| 1. Lig         | 63     | 17     | 11     | 5      | 1      | 38:11  | 17       | 8        | 1        | 8        | 21:15    | 34     | 19     | 6      | 9      | 59:26  | +33          |
| Türkiye Kupası | –      | 0      | 0      | 0      | 0      | 0:0    | 1        | 0        | 0        | 1        | 2:3      | 1      | 0      | 0      | 1      | 2:3    | −1           |
| UEFA-Pokal     | –      | 1      | 0      | 1      | 0      | 1:1    | 1        | 0        | 0        | 1        | 0:2      | 2      | 0      | 1      | 1      | 1:3    | −2           |
| Gesamt         | 63     | 18     | 11     | 1      | 3      | 39:12  | 19       | 8        | 1        | 10       | 23:20    | 37     | 19     | 7      | 11     | 62:32  | +30          |

### Saisonverlauf
| Spieltag | 1  | 2  | 3  | 4  | 5 | 6  | 7  | 8  | 9  | 10 | 11 | 12 | 13 | 14 | 15 | 16 | 17 | 18 | 19 | 20 | 21 | 22 | 23 | 24 | 25 | 26 | 27 | 28 | 29 | 30 | 31 | 32 | 33 | 34 |
| -------- | -- | -- | -- | -- | - | -- | -- | -- | -- | -- | -- | -- | -- | -- | -- | -- | -- | -- | -- | -- | -- | -- | -- | -- | -- | -- | -- | -- | -- | -- | -- | -- | -- | -- |
| Spielort | A  | A  | H  | A  | H | A  | H  | S  | H  | H  | A  | H  | A  | H  | A  | H  | A  | H  | H  | A  | H  | A  | H  | A  | H  | A  | A  | H  | A  | H  | A  | H  | A  | H  |
| Resultat | N  | N  | S  | S  | U | N  | N  | U  | S  | U  | S  | S  | S  | S  | N  | S  | S  | S  | S  | S  | S  | N  | S  | S  | U  | S  | S  | S  | N  | U  | N  | S  | N  | U  |
| Platz    | 15 | 18 | 13 | 10 | 8 | 13 | 13 | 14 | 10 | 10 | 7  | 4  | 4  | 4  | 4  | 4  | 4  | 4  | 4  | 3  | 3  | 4  | 4  | 4  | 4  | 4  | 3  | 2  | 4  | 4  | 4  | 3  | 4  | 4  |

Quelle: https://www.weltfussball.de/spielplan/tur-sueperlig-1989-1990
Legende: Spielort: H = Heim; A = Auswärts. Resultat: S = Sieg; U = Unentschieden; N = Niederlage

### Spielerstatistiken
| Spieler            | 1. Lig   | 1. Lig | 1. Lig      | 1. Lig     | Türkiye Kupası / Başbakanlık Kupası | Türkiye Kupası / Başbakanlık Kupası | Türkiye Kupası / Başbakanlık Kupası | Türkiye Kupası / Başbakanlık Kupası | TSYD Kupası | TSYD Kupası | TSYD Kupası | TSYD Kupası | UEFA-Pokal | UEFA-Pokal | UEFA-Pokal  | UEFA-Pokal | Total    | Total | Total       | Total      |
| Spieler            | Einsätze | Tore   | Gelbe Karte | Rote Karte | Einsätze                            | Tore                                | Gelbe Karte                         | Rote Karte                          | Einsätze    | Tore        | Gelbe Karte | Rote Karte  | Einsätze   | Tore       | Gelbe Karte | Rote Karte | Einsätze | Tore  | Gelbe Karte | Rote Karte |
| ------------------ | -------- | ------ | ----------- | ---------- | ----------------------------------- | ----------------------------------- | ----------------------------------- | ----------------------------------- | ----------- | ----------- | ----------- | ----------- | ---------- | ---------- | ----------- | ---------- | -------- | ----- | ----------- | ---------- |
| Bülent Alkılıç     | 6        | 0      | 0           | 0          | 1                                   | 0                                   | 0                                   | 0                                   | 2           | 0           | 0           | 0           | 2          | 0          | 0           | 0          | 11       | 0     | 0           | 0          |
| Muhammed Altıntaş  | 29       | 1      | 5           | 0          | 2                                   | 0                                   | 0                                   | 0                                   | 0           | 0           | 0           | 0           | 2          | 0          | 0           | 0          | 33       | 1     | 5           | 0          |
| Yusuf Altıntaş     | 15       | 0      | 3           | 0          | 0                                   | 0                                   | 0                                   | 0                                   | 2           | 0           | 0           | 0           | 1          | 0          | 0           | 0          | 18       | 0     | 3           | 0          |
| Tanju Çolak        | 24       | 19     | 3           | 0          | 2                                   | 2                                   | 0                                   | 0                                   | 1           | 0           | 0           | 0           | 0          | 0          | 0           | 0          | 27       | 21    | 3           | 0          |
| Savaş Demiral      | 22       | 4      | 4           | 0          | 1                                   | 0                                   | 0                                   | 0                                   | 1           | 0           | 0           | 0           | 0          | 0          | 0           | 0          | 24       | 4     | 4           | 0          |
| Hayrettin Demirbaş | 6        | 0      | 0           | 0          | 0                                   | 0                                   | 0                                   | 0                                   | 1           | 0           | 0           | 0           | 0          | 0          | 0           | 0          | 7        | 0     | 0           | 0          |
| İsmail Demiriz     | 26       | 0      | 1           | 0          | 1                                   | 0                                   | 0                                   | 0                                   | 0           | 0           | 0           | 0           | 1          | 0          | 0           | 0          | 28       | 0     | 1           | 0          |
| Serhat Güller      | 21       | 0      | 3           | 0          | 2                                   | 0                                   | 0                                   | 0                                   | 2           | 1           | 0           | 0           | 2          | 0          | 0           | 0          | 27       | 1     | 3           | 0          |
| Tugay Kerimoğlu    | 24       | 0      | 0           | 0          | 2                                   | 0                                   | 1                                   | 0                                   | 2           | 0           | 0           | 0           | 2          | 0          | 0           | 0          | 30       | 0     | 1           | 0          |
| Erdal Keser        | 28       | 7      | 3           | 0          | 1                                   | 0                                   | 1                                   | 0                                   | 2           | 1           | 0           | 0           | 1          | 0          | 0           | 0          | 32       | 8     | 4           | 0          |
| Savaş Koç          | 0        | 0      | 0           | 0          | 1                                   | 0                                   | 0                                   | 0                                   | 0           | 0           | 0           | 0           | 0          | 0          | 0           | 0          | 1        | 0     | 0           | 0          |
| Bülent Korkmaz     | 19       | 0      | 4           | 0          | 1                                   | 0                                   | 0                                   | 0                                   | 2           | 0           | 1           | 0           | 2          | 0          | 1           | 0          | 24       | 0     | 6           | 0          |
| Erhan Önal         | 27       | 1      | 3           | 0          | 1                                   | 0                                   | 0                                   | 0                                   | 0           | 0           | 0           | 0           | 1          | 0          | 0           | 0          | 29       | 1     | 3           | 0          |
| Dževat Prekazi     | 27       | 6      | 7           | 0          | 1                                   | 0                                   | 0                                   | 0                                   | 2           | 0           | 1           | 0           | 2          | 0          | 0           | 0          | 32       | 6     | 8           | 0          |
| Zoran Simović      | 28       | 0      | 3           | 0          | 1                                   | 0                                   | 0                                   | 0                                   | 2           | 0           | 0           | 0           | 2          | 0          | 0           | 0          | 33       | 0     | 3           | 0          |
| Cüneyt Tanman      | 28       | 3      | 1           | 0          | 2                                   | 0                                   | 1                                   | 0                                   | 2           | 0           | 0           | 0           | 2          | 0          | 0           | 0          | 34       | 3     | 2           | 0          |
| İlyas Tüfekçi      | 6        | 0      | 0           | 0          | 0                                   | 0                                   | 0                                   | 0                                   | 2           | 0           | 0           | 0           | 2          | 0          | 0           | 0          | 10       | 0     | 0           | 0          |
| Uğur Tütüneker     | 29       | 4      | 5           | 0          | 1                                   | 0                                   | 0                                   | 0                                   | 1           | 0           | 0           | 0           | 0          | 0          | 0           | 0          | 31       | 4     | 5           | 0          |
| Hasan Vezir        | 29       | 11     | 1           | 0          | 2                                   | 1                                   | 0                                   | 0                                   | 2           | 0           | 0           | 0           | 2          | 1          | 0           | 0          | 35       | 13    | 1           | 0          |
| Metin Yıldız       | 0        | 0      | 0           | 0          | 0                                   | 0                                   | 0                                   | 0                                   | 0           | 0           | 0           | 0           | 1          | 0          | 0           | 0          | 1        | 0     | 0           | 0          |
| Ziya Yıldız        | 3        | 0      | 0           | 0          | 0                                   | 0                                   | 0                                   | 0                                   | 1           | 0           | 0           | 0           | 0          | 0          | 0           | 0          | 4        | 0     | 0           | 0          |
| Semih Yuvakuran    | 26       | 2      | 2           | 0          | 1                                   | 0                                   | 1                                   | 0                                   | 2           | 0           | 0           | 0           | 1          | 0          | 0           | 0          | 30       | 2     | 3           | 0          |